# 1310년대
1310년대는 1310년부터 1319년까지를 가리킨다.